# 洛斯穆埃爾莫斯

洛斯穆埃爾莫斯（西班牙語：Los Muermos），是智利的城市，位於該國中南部湖大區的蘭奇胡亞省，始建於1962年1月1日，面積1,245.8平方公里，海拔高度149米，2012年人口16,132人，人口密度每平方公里13人。
41°24′S 73°29′W / 41.400°S 73.483°W